# Конституция Нидерландов
Конституция Королевства Нидерландов (нидерл. De Grondwet voor het Koninkrijk der Nederlanden) — основной закон Королевства Нидерландов.
Писаная конституция состоит из Статута Королевства Нидерландов (29 декабря 1954 года) и основного закона — Конституции 1815 года, практически полностью изменённой в 1983 году, после чего в неё также вносились поправки, последние 22 февраля 2023 года. Хартией регулируется правовой статус Арубы и Нидерландских Антильских островов. Текст Конституции не имеет преамбулы.

## История

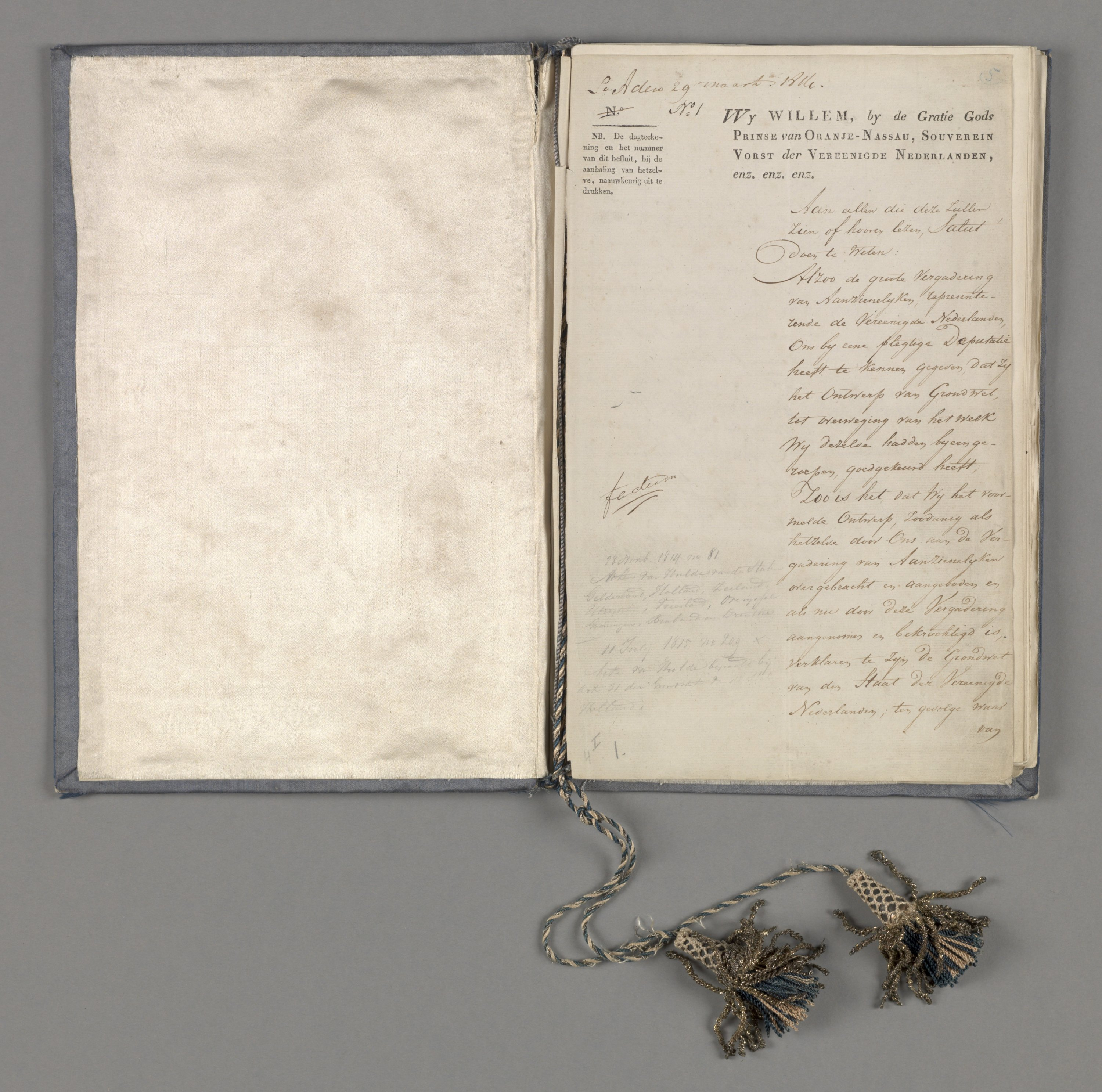
Конституция 1814 г.

До XV века в Нидерландах единой правовой системы не было, после чего в графстве Голландия (и во всей Республике Соединённых провинций) до XVII века развивалась система римско-голландского права, смешивающая обычные институты римского права, средневекового права германских государств и торговые обычаи портовых городов, где решающая роль отводилась точно собиравшимся и публиковавшимся судебным решениям, а также трудам юристов (Гуго Гроций, Симон ван Лувен), подробно описывающих принципы и отдельные институты. В 1795 году в Нидерландах упразднено римско-голландское право ввиду завоевания страны французами и провозглашения Батавской республики.
В 1798 году принята первая Конституция Нидерландов, в соответствии с которой упразднены дворянские звания и привилегии, а также крепостная зависимость крестьян. Учреждено централизованное управление с единой законодательной системой, финансирования и судопроизводства, в качестве примера которого взята директория. Отменена автономия провинций, церковь (протестантская) отделена от государства. В 1801 году Бонапарт переработал текст Конституции введя более автократичную государственную систему, аннулировав избирательное право, управление республикой поручив наблюдательному совету, восстановив конфедеративную структуру. В 1805 году он снова изменил конституцию, ограничив полномочия законодательного собрания, значительно повысив власть исполнительных органов.
В 1810 году официально введено французское законодательство, а Нидерланды объявлены частью Французской империи.
В 1814 году Нидерланды объявлены самостоятельным королевством, однако французские кодексы (например гражданский) оставлены временно в силе, до издания в 1838 году Гражданского, Торгового, Гражданско-процессуального кодексов и Закон об организации судов, а в 1866 году вступления в силу уголовного законодательства. Все это послужило началом формирования правовой системы Нидерландов. В этом же году принята Конституция Соединённых Нидерландов, которой установлена монархия, а однопалатная ассамблея осуществляла контроль за правительством.

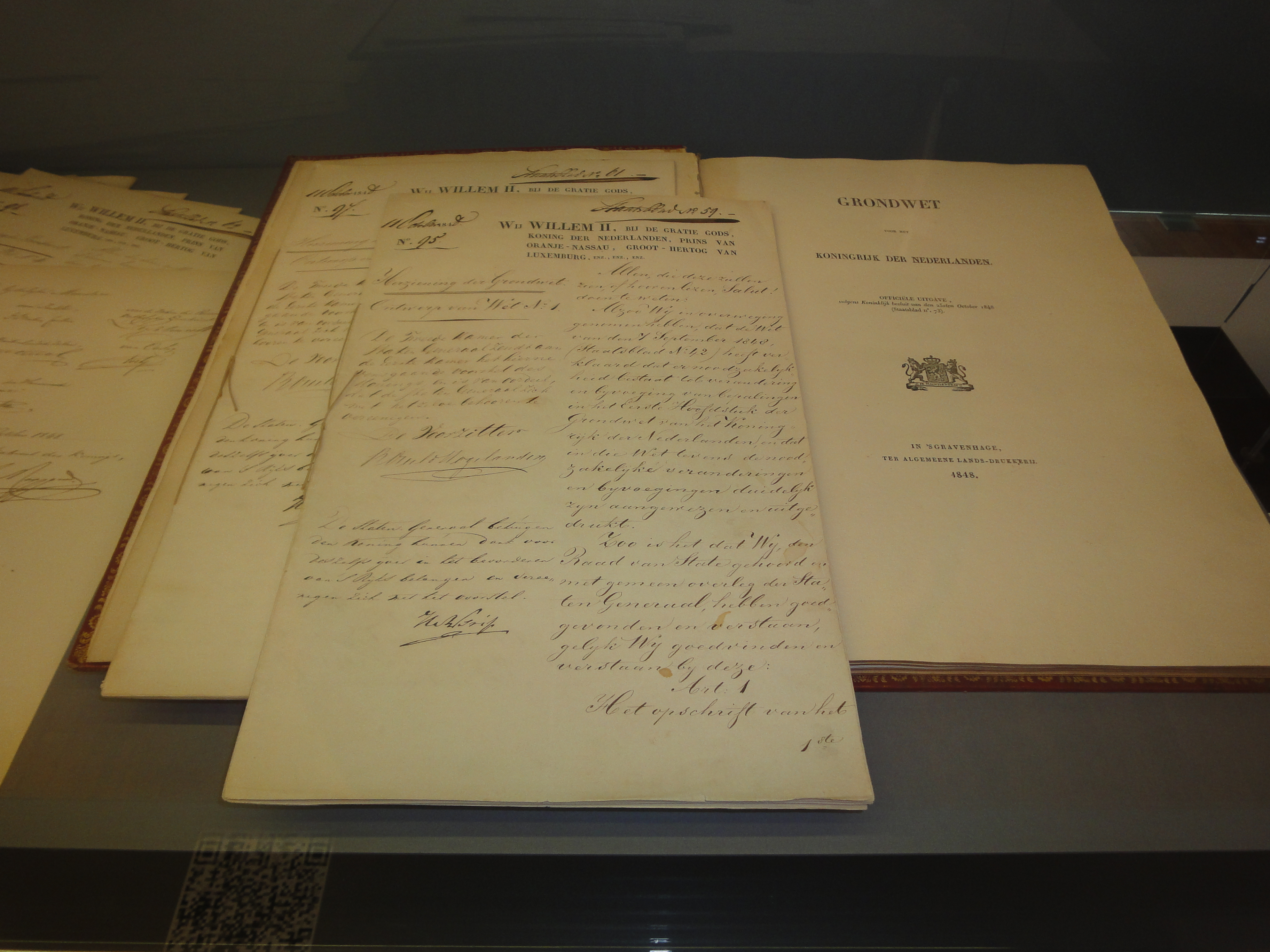
Конституция 1848 года

В 1815 году принята первая Конституция Королевства Нидерландов, как независимого государства, которая установила двухпалатную структуру Парламента (Генеральных Штатов), после чего в 1848 году в неё внесены изменения которыми установлен режим конституционной монархии с превалирующей ролью парламента. Изменения 1848 года считаются наиболее важными, по сравнению с поправками 1840 (в связи с сецессией Бельгии), 1884, 1887 (Верхняя палата уполномочена проводить расследования), 1917 (всеобщее голосование для мужчин, субсидирование частных школ [женщины наделены правом голоса с 1919 г.]), 1922, 1938, 1946, 1953, 1956, 1963, 1972, 1983 и 1987 годов, так как утвердился порядок ответственности министров и роспуска Парламента. Поправки 1884 и 1946 годов обусловлены изменением деталей.
В 1983 году принята действующая конституция, текст которой усовершенствован и более понятен гражданам, в которую также внесён ряд изменений, последние 22 февраля 2023 года. Причина множественных изменений Конституции заключается не в попытке в корне изменить устоявшийся правопорядок, а в необходимости приспособлении её к изменившимся обстоятельствам и потребностям текущего момента. В результате всех изменений Конституция имеет достаточно современный вид.

## Структура и содержание Конституции
Конституция Королевства Нидерланды состоит из 8 глав и 143 статьей, а также одного раздела с дополнительными статьями. Она ограничивается классическим перечнем норм, не затрагивая ничего выходящего за пределы обычного устоявшегося конституционного регулирования.
- Глава I. Основные гражданские и социальные права (Статьи 1—23). Данная глава рассматривает указанные принципы как господствующие во всей государственной системе. Запрещена дискриминация, определена свобода вероисповедания, свобода прессы, свобода собраний и демонстраций, право на неприкосновенность почтовых отправлений, телефонных и телеграфных сообщений. Статья о физической свободе содержит принцип «хабеас корпус», а именно право на подачу жалобы об освобождении из-под стражи. Введены социальные права, устанавливающие ответственность Правительства за предоставление определённых социальных услуг.
- Глава II. Правительство. Раздел 1 (статьи 24—41) содержит положения о монархии, порядке наследования, опеке, регентстве, и финансовом содержании Короля и членов его семьи. Раздел 2 (статьи 42—49) определяет положения о министрах, их назначении, составе правительства (Король и министры) и их сотрудничества в Кабинете под председательством Премьер-министра.
- Глава III. Генеральные Штаты. Раздел 1 (статьи 50—64) о структуре и составе Парламента (две палаты: Нижняя — 150 членов избираемых всеобщим голосованием, Верхняя — 75 членов, выбираемых членами Провинциальных штатов). Правительство имеет право распустить любую из палат, что повлечёт новые выборы. Раздел 2 (статьи 65—72) рассказывает о парламентской процедуре.
- Глава IV. Государственный Совет, Всеобщая Счетная Палата и постоянные консультативные органы (статьи 73—80). О большом влиянии публичных рекомендаций этих органов: Государственного Совета в сфере проектов законов общего характера и международных соглашений, Всеобщая Счётная Палата в сфере договоров и расходов, другие органы охватывают широкий круг вопросов в том числе по образованию, планированию.
- Глава V. Законодательство и управление. Раздел 1 (статьи 81—89) описывает законодательный процесс, определяет полномочий по принятию решений. Раздел 2 (Статьи 90-111) содержит положения о международных отношениях, обороне, чрезвычайных обстоятельствах, налогообложению, бюджету, денежной системе.
- Глава VI. Отправление правосудия (статьи 112—122). Определяет порядок образования, состав и компетенцию судов.
- Глава VII. Провинции, общины, Органы управления водными ресурсами и другие публичные органы (статьи 123—136). Данная глава указывает на характер Нидерландов, как децентрализованного унитарного государства и содержит нормы, основывающие деятельность этих децентрализованных органов, определяет положения провинций и муниципалитетов.
- Глава VIII. Пересмотр Конституции (статьи 137—142). Главой определён порядок пересмотра Конституции, согласно которому проект поправки сначала принимаются в двух чтениях Генеральными штатами большинством в 2/3 голосов, после чего утверждаются Королём и вступают в силу немедленно после их опубликования[7][9].

Дополнительные статьи (статьи I—XIX) содержат нормы вступления Конституции в силу, а также нормы Конституции 1972 года, сохраняющие свое действие после вступление в силу Конституции 1983 года.

## «Неписаная Конституция»

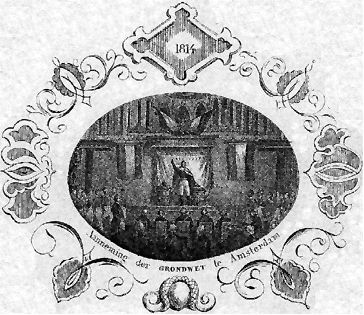
Принятие Конституции Нидерландов. Гравюра 1814 г.

В качестве неписаных источников права признается, например, главный принцип парламентской системы, являющийся обычаем, утвердившимся в 1867 году, но не отражённый в Конституции:

Министры не могут оставаться в должности, если они утратили доверие парламента (нидерл. vertrouwensregel).
Иными конституционными соглашениями являются:
- Правило верховенства закона;
- Правило назначения и смещения министров;
- Правило осуществления роспуска Парламента.

Неписаную природу также имеет экономический порядок, не нашедший отражения в Конституции и иных законах, основывающийся на представляемом в Парламент правительственном меморандуме и дискуссиях между Социально-экономическим Советом и Правительством.

## Конституционный контроль
Конституционность законов и международных договоров в Нидерландах не оценивается судами:

Конституционность актов Парламента и международных договоров не контролируется судами.— статья 120 Конституции Королевства Нидерланды
Согласно решению Верховного суда Нидерландов содержание и практика применения статьи 120 указывают на недопустимость судебного контроля законодательства по вопросам соответствия Статуту и общим принципам права. Суды могут оценивать только подзаконные акты муниципалитетов, провинций и др. Данный факт связывают с тем, что исполнение судами функций конституционного контроля противоречит принципу разделения властей; судьи в Нидерландах не избираются, а потому не могут участвовать в политических спорах. В 1953 году суды получили некоторые контрольные полномочия, сначала применяя их осторожно, но к 1980 году отдали приоритет международным стандартам и в настоящее время приоритет международного права над национальным открыто признаётся судебной практикой.

## Комментарии
1. ↑  Согласно некоторым публикациям (Например Политические системы современных государств. Т. 1: Европа / МГИМО (У) МИД России, ИНОП; гл. редактор А. В. Торкунов; науч. редактор А. Ю. Мельвиль; отв. редактор М. Г. Миронюк. — М. : Аспект Пресс, 2012. — С.357), множество поправок принятых 17 февраля 1983 года расценивается как принятие новой Конституции Нидерландов и именуется как Конституция 1983 года